# Världscupen i backhoppning 1997/1998
Världscupen i backhoppning 1997/1998 hoppades 29 november 1997-22 mars 1998 och vanns av Primož Peterka, Slovenien före Kazuyoshi Funaki, Japan och Andreas Widhölzl, Österrike.
Under säsongen genomfördes även backhoppningstävlingar vid olympiska vinterspelen i Nagano. Dessa tävlingar gav dock inga poäng i världscupen.

## Deltävlingar
| Datum            | Plats                  | Etta             | Tvåa              | Trea              |
| ---------------- | ---------------------- | ---------------- | ----------------- | ----------------- |
| 29 november 1997 | Lillehammer            | Dieter Thoma     | Jani Soininen     | Noriaki Kasai     |
| 30 november 1997 | Lillehammer            | Jani Soininen    | Masahiko Harada   | Dieter Thoma      |
| 6 december 1997  | Predazzo               | Jani Soininen    | Primož Peterka    | Andreas Widhölzl  |
| 8 december 1997  | Villach                | Masahiko Harada  | Dieter Thoma      | Primož Peterka    |
| 12 december 1997 | Harrachov              | Masahiko Harada  | Primož Peterka    | Dieter Thoma      |
| 20 december 1997 | Engelberg              | Andreas Widhölzl | Stefan Horngacher | Janne Ahonen      |
| 21 december 1997 | Engelberg              | Masahiko Harada  | Primož Peterka    | Stefan Horngacher |
| 29 december 1997 | Oberstdorf             | Kazuyoshi Funaki | Hiroya Saitō      | Primož Peterka    |
| 1 januari 1998   | Garmisch-Partenkirchen | Kazuyoshi Funaki | Masahiko Harada   | Hiroya Saitō      |
| 4 januari 1998   | Innsbruck              | Kazuyoshi Funaki | Sven Hannawald    | Janne Ahonen      |
| 6 januari 1998   | Bischofshofen          | Sven Hannawald   | Hansjörg Jäkle    | Janne Ahonen      |
| 11 januari 1998  | Ramsau                 | Masahiko Harada  | Kazuyoshi Funaki  | Hiroya Saitō      |
| 17 januari 1998  | Zakopane               | Kristian Brenden | Janne Ahonen      | Sven Hannawald    |
| 18 januari 1998  | Zakopane               | Primož Peterka   | Kazuyoshi Funaki  | Sven Hannawald    |
| 24 januari 1998  | Oberstdorf             | Sven Hannawald   | Kazuyoshi Funaki  | Kristian Brenden  |
| 25 januari 1998  | Oberstdorf             | Kazuyoshi Funaki | Dieter Thoma      | Sven Hannawald    |
| 5 februari 1998  | Sapporo                | Andreas Widhölzl | Jani Soininen     | Janne Ahonen      |
| 1 mars 1998      | Vikersund              | Andreas Widhölzl | Sven Hannawald    | Akira Higashi     |
| 1 mars 1998      | Vikersund              | Takanobu Okabe   | Hiroya Saitō      | Noriaki Kasai     |
| 4 mars 1998      | Kuopio                 | Andreas Widhölzl | Primož Peterka    | Hiroya Saitō      |
| 7 mars 1998      | Lahtis                 | Janne Ahonen     | Andreas Widhölzl  | Kristian Brenden  |
| 8 mars 1998      | Lahtis                 | Primož Peterka   | Jani Soininen     | Kristian Brenden  |
| 11 mars 1998     | Falun                  | Primož Peterka   | Andreas Widhölzl  | Hiroya Saitō      |
| 13 mars 1998     | Trondheim              | Masahiko Harada  | Noriaki Kasai     | Roberto Cecon     |
| 15 mars 1998     | Oslo                   | Primož Peterka   | Bruno Reuteler    | Masahiko Harada   |
| 21 mars 1998     | Planica                | Kazuyoshi Funaki | Primož Peterka    | Hiroya Saitō      |
| 22 mars 1998     | Planica                | Noriaki Kasai    | Hiroya Saitō      | Martin Höllwarth  |

## Slutställning (30 bästa)
| Placering | Namn             | Nationalitet | Poäng |
| --------- | ---------------- | ------------ | ----- |
| 1         | Primož Peterka   | Slovenien    | 1253  |
| 2         | Kazuyoshi Funaki | Japan        | 1234  |
| 3         | Andreas Widhölzl | Österrike    | 1208  |
| 4         | Masahiko Harada  | Japan        | 1120  |
| 5         | Hiroya Saitō     | Japan        | 962   |
| 6         | Sven Hannawald   | Tyskland     | 953   |
| 7         | Jani Soininen    | Finland      | 950   |
| 8         | Dieter Thoma     | Tyskland     | 921   |
| 9         | Janne Ahonen     | Finland      | 836   |
| 10        | Noriaki Kasai    | Japan        | 720   |

| Placering | Namn               | Nationalitet | Poäng |
| --------- | ------------------ | ------------ | ----- |
| 11        | Martin Höllwarth   | Österrike    | 568   |
| 12        | Kristian Brenden   | Norge        | 549   |
| 13        | Stefan Horngacher  | Österrike    | 546   |
| 14        | Hansjörg Jäkle     | Tyskland     | 528   |
| 15        | Henning Stensrud   | Norge        | 398   |
| 16        | Takanobu Okabe     | Japan        | 385   |
| 17        | Andreas Goldberger | Österrike    | 327   |
| 18        | Lasse Ottesen      | Norge        | 288   |
| 19        | Kimmo Savolainen   | Finland      | 262   |
| 20        | Bruno Reuteler     | Schweiz      | 255   |

| Placering | Namn                     | Nationalitet | Poäng |
| --------- | ------------------------ | ------------ | ----- |
| 21        | Reinhard Schwarzenberger | Österrike    | 245   |
| 21        | Jaroslav Sakala          | Tjeckien     | 245   |
| 23        | Akira Higashi            | Japan        | 240   |
| 24        | Kazuya Yoshioka          | Japan        | 238   |
| 25        | Sylvain Freiholz         | Schweiz      | 232   |
| 26        | Mika Laitinen            | Finland      | 231   |
| 27        | Martin Schmitt           | Tyskland     | 218   |
| 28        | Jon Petter Sandaker      | Norge        | 217   |
| 29        | Ari-Pekka Nikkola        | Finland      | 213   |
| 30        | Roberto Cecon            | Italien      | 199   |

## Skidflygningscupen - slutställning (15 bästa)
| Pos. | Namn                     | Poäng |
| ---- | ------------------------ | ----- |
| 1.   | Sven Hannawald (GER)     | 258   |
| 2.   | Kazuyoshi Funaki (JPN)   | 217   |
| 3.   | Andreas Widhölzl (AUT)   | 171   |
| 3.   | Primož Peterka (SLO)     | 171   |
| 5.   | Lasse Ottesen (NOR)      | 157   |
| 6.   | Dieter Thoma (GER)       | 150   |
| 6.   | Takanobu Okabe (JPN)     | 150   |
| 8.   | Akira Higashi (JPN)      | 123   |
| 8.   | Kristian Brenden (NOR)   | 123   |
| 10.  | Hiroya Saitō (JPN)       | 112   |
| 11.  | Janne Ahonen (FIN)       | 95    |
| 11.  | Henning Stensrud (NOR)   | 95    |
| 13.  | Noriaki Kasai (JPN)      | 78    |
| 14.  | Hansjörg Jäkle (GER)     | 74    |
| 15.  | Andreas Goldberger (AUT) | 69    |

## Nationscupen - slutställning
| Pos. | Nation    | Poäng |
| ---- | --------- | ----- |
| 1.   | Japan     | 5224  |
| 2.   | Österrike | 3200  |
| 3.   | Tyskland  | 3176  |
| 4.   | Finland   | 2758  |
| 5.   | Norge     | 1987  |
| 6.   | Slovenien | 1428  |
| 7.   | Schweiz   | 511   |
| 8.   | Tjeckien  | 500   |
| 9.   | Polen     | 234   |
| 10.  | Italien   | 199   |
| 11.  | Frankrike | 178   |
| 12.  | Ryssland  | 50    |
| 13.  | Slovakien | 18    |
| 14.  | USA       | 16    |
| 15.  | Sydkorea  | 6     |
| 15.  | Belarus   | 6     |